# Katchari (cours d'eau)
Pour l’article homonyme, voir Katchari.
Le Katchari est une rivière au Burkina Faso, appartenant au bassin du Niger.

## Propriétés
C’est une rivière sahelienne avec un dénivelé de 10 mètres par kilomètre.

## Transport de sédiments
Cette rivière transporte annuellement 0,385 tonnes de charge de fond et 8,56 tonnes de sédiment en suspension vers le Niger.